# Rio (singolo Duran Duran)
Rio è un singolo del gruppo musicale britannico Duran Duran, pubblicato il 1º novembre 1982 come quarto estratto dall'album omonimo.

## Video musicale
Il videoclip è stato girato presso l'isola di Antigua nel maggio 1982, per la regia di Russell Mulcahy. Il video mostra il gruppo vestiti con abiti di Antony Price mentre giocano e suonano su una barca a vela che solca il mar dei Caraibi. Brevi frammenti mostrano i membri della band che vivono i loro sogni ad occhi aperti mentre  spiano  giocando e facendosi prendere in giro da una donna con il corpo colorato interpretato dalla modella Reema Ruspoli. Frattanto, misteriose figure di ragazze dal corpo dipinto si aggirano per la barca.
L'imbarcazione utilizzata per le riprese è la Eilean progettata da William Fife III, uno dei più leggendari costruttori di barche a vela della storia della navigazione.
 La barca è stata restaurata in Italia presso il Cantiere Francesco Del Carlo di Viareggio : i lavori, iniziati nel 2007, si sono protratti per circa tre anni. ridonando alla barca il suo splendore originario

## Tracce
1. Rio – 4:40
2. Hold Back the Rain – 3:57

## Formazione
- Simon Le Bon – voce
- Andy Taylor – chitarra
- John Taylor – basso
- Nick Rhodes – tastiera
- Roger Taylor – batteria

## Classifiche
| Classifica (1982/83)          | Posizione massima |
| ----------------------------- | ----------------- |
| Australia                     | 60                |
| Canada                        | 3                 |
| Finlandia                     | 14                |
| Irlanda                       | 9                 |
| Nuova Zelanda                 | 36                |
| Regno Unito                   | 9                 |
| Stati Uniti                   | 14                |
| Stati Uniti (mainstream rock) | 5                 |